# Alfundão
Alfundão ist ein Ort und eine Gemeinde Freguesia im Baixo Alentejo in Portugal mit einer Fläche von 51,9 km² und 870 Einwohnern (Stand 30. Juni 2011). Dies entspricht einer Bevölkerungsdichte von 16,8 Einw/km².